# 哈格雷夫斯陨击坑

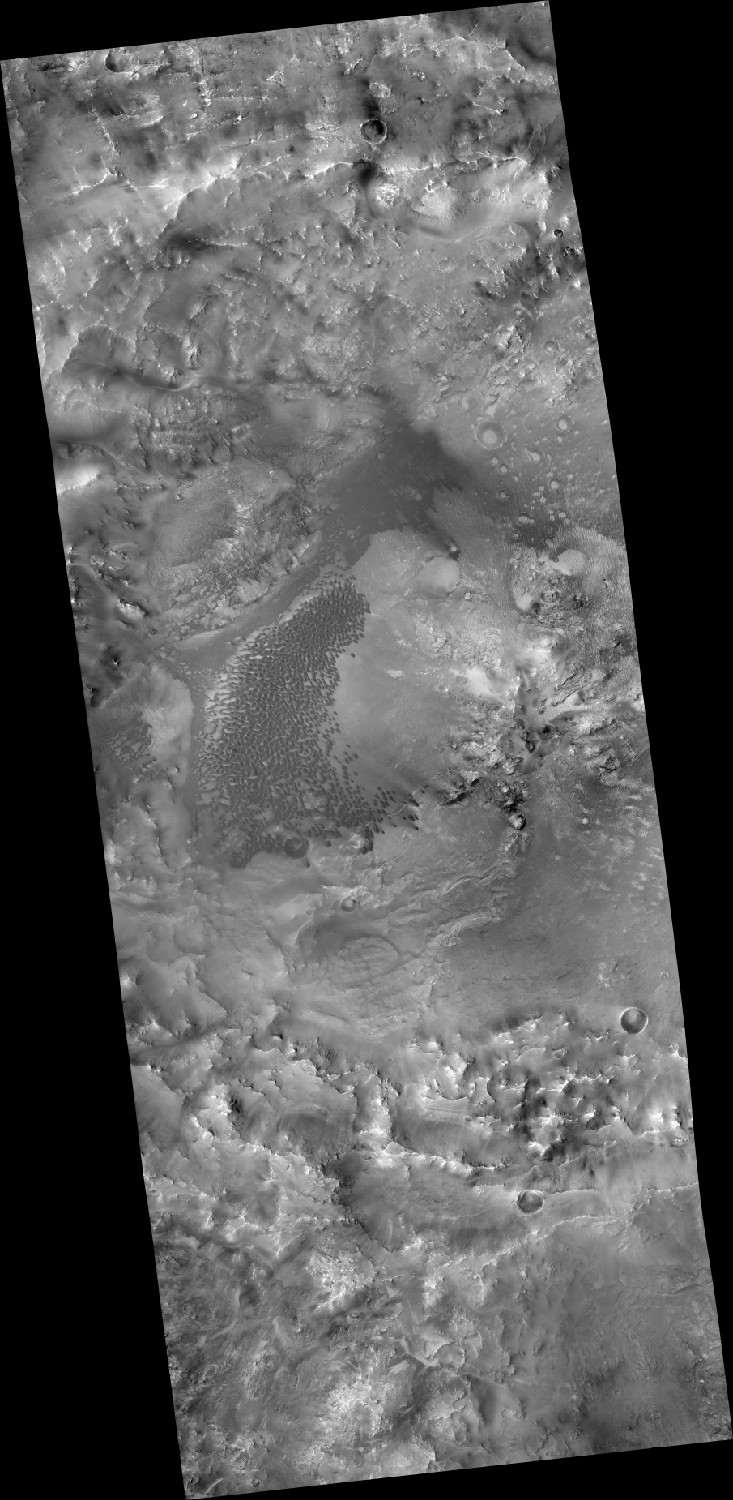
火星勘测轨道飞行器背景相机拍摄的哈格雷夫斯陨击坑中部，显示了坑底西侧的沙丘场以及右侧的中央峰群。

哈格雷夫斯陨击坑（Hargraves）是火星大瑟提斯区一座形成于赫斯珀里亚纪时期的复杂双层喷射物撞击坑。它位于大瑟提斯火山平原及伊希斯撞击盆地内尼利堑沟群靠近地壳分界区附近。哈格雷夫斯一直是火星上的重点研究目标，因为它的喷射物覆盖层在火星同类陨坑中保存得尤为完好，并被比作地球类似物的双层喷射覆盖层，如首个作为此类陨坑形成模型的里斯撞击结构。
出现在该陨坑西面尼利堑沟群一条槽沟中的喷射物，促使人们考虑将尼利堑沟群列为美国宇航局“毅力号”漫游车的候选着陆点。在喷出物中远程检测到的某些矿物（页硅酸盐、蛇纹石和菱镁矿）代表在哈格雷夫斯坑撞击时或撞击后因活跃的热液系统而发生的水蚀变。

## 背景
哈格雷夫斯陨击坑靠近大瑟提斯火山区的火星地壳分界区附近，坐落在尼利堑沟群中两条位于伊希斯平原东北部最大的槽沟（地堑）之间，这两条槽沟与可能形成它们的撞击点同心。该陨击坑东南100多公里是2021年2月美国宇航局的毅力号漫游车的着陆点-耶泽罗撞击坑。
在选择“毅力号”着陆点过程中，哈格雷夫斯陨击坑正西面尼利堑沟群地堑的一处地点被列入最终候选点，部分原因是认为着陆椭圆形区附近存在从哈格雷夫斯陨击坑深处掘出的岩石块，所含的粘土材质、碳酸盐矿物（菱镁矿）和蛇纹石也与哈格雷夫斯陨击坑的喷发裙有关，代表着撞击时或撞击后的非酸性水蚀变，后一种情况可能涉及热液活动。早期对感兴趣区域的评估将哈格雷夫斯陨击坑本身视为尼利堑沟群地区具有潜在探索价值的科学目标。但最终选择的着陆点确定为附近的耶泽罗撞击坑，而非候选的尼利堑沟群。
哈格雷夫斯陨击坑取名自南非裔美国地球科学家罗伯特·贝罗·哈格雷夫斯（1928年-2003年），2006年被国际天文联合会批准接受。哈格雷夫斯曾研究过地球上的撞击结构和阿波罗计划带回的月球岩样，他也是前往火星的海盗号计划的参与者。

## 地质
形成哈格雷夫斯陨击坑的撞击发生于赫斯珀里亚纪时期，是在该地区被来自大瑟提斯高原的火山熔岩覆盖之后，它主要坐落在尼利堑沟群切割的诺亚纪代地形上，包括与形成伊希斯平原的巨型撞击事件相关的尼利堑沟群巨形角砾岩单元。
哈格雷夫斯陨击坑的喷出沉积物至少分两个阶段形成，这与之前在德国巴伐利亚州里斯撞击构造和加拿大拉布拉多米斯塔斯汀撞击构造中所测定的层状喷射物形态模型一致。较古老的岩席（被萨克斯和合撰者称为 He1）是一种浅色单元，由两种可根据不同丘状纹理在形态上进行区分的岩相组成，单元内有很多连贯的巨型块。该单元被解释为在弹道沉降期间形成的撞击角砾岩。尽管哈格雷夫斯陨击坑撞击到了与伊希斯平原相关的巨形角砾岩中，但这种撞击角砾岩单元可从光谱上与当地的巨形角砾岩露头区分开来，并且除了上述巨角砾岩单元外，还可能与取样地层相区分。
上盘更年轻的岩席（萨克斯和合撰者称为 He2）被解释为是一种类似于里斯构造中陨磺砾岩层的含熔体撞击岩，而下盘岩席露头有时以构造窗的形式穿过该上盘岩席。就像里斯中的一样，这两种岩席被一层清晰的地质连接层分开。在其他地方观察到的含熔体撞击岩席中识别出的冷却裂纹和凹坑，进一步支持了这种解释。
哈格雷夫斯陨击坑展示了随时间变化的风成作用证据。横向风成脊在较古老上盘岩席（解释为撞击角砾岩）顶部的走向以西北偏北-东南偏南向为主，这表明存在长期的盛行风；在陨坑地形盆地内还存在一大片沙漠；在哈格雷夫斯陨击坑喷出毯东段观察到了数种表明河流活动的河道形态，但由于风积填埋，尚不清楚这些河道是否早于或晚于哈格拉夫斯撞击本身。但哈格雷夫斯盆地内存在的河道形态则表明一些河流的活动一定出现在撞击发生后。哈格雷夫斯陨击坑被认为是该地区地下冰融化的可能热源，可能导致了与填埋耶泽罗撞击结构有关的河流活动，但尚未检测到与这一假设相关的直接地下冰地貌证据。

## 观测史
2016年，新斯科舍省哈利法克斯圣玛丽大学的凯瑟琳·瑞安（Catheryn Ryan)、伦道夫·科尼(Randolph Corney)、安德鲁（Andrew MacRae）；西安大略大学的利维奥·托纳本（Livio Tornabene）、戈登·奥辛斯基（Gordon Osinski）、海莉·萨佩斯（Haley Sapers）以及布朗大学约翰·穆斯塔德（John F. Mustard）和凯文·坎农（Kevin Cannon）共同向月球与行星科学研讨会提交了一份摘要，其中包含一幅哈格雷夫斯陨击坑周边喷射物毯地貌图，该喷射物毯位于尼利堑沟群区提议的毅力号漫游车着陆椭圆区附近。他们标出了22处构成哈格雷夫斯陨击坑喷射物毯和多边形断裂地形的分单元。其他的研究鉴于其喷出沉积物以及两座撞击结构间可能相互关联的河流活动，强调了哈格雷夫斯陨击坑与耶泽罗撞击坑（“毅力号”最终着陆点），或与西面的尼利堑沟群候选着陆点之间的联系。
2019年，阿拉巴马州奥本大学的埃姆兰（Al Emran）、卢克·马岑（Luke Marzen）和大卫·金（David King）向月球和行星科学会议提交了一份摘要，报告了哈格雷夫斯撞击结构内沙漠的图像分析结果，报告的总体分类准确率为91%。
2021年，西安大略大学的莉亚·萨克斯（Leah Sacks）、利维奥·托纳本、戈登·奥辛斯基和莱索·萨波科（Racel Sapoco）发布了哈格雷夫斯陨击坑的详细地质图。他们将哈格雷夫斯定义为一座双层喷射（DLE）陨石坑，类似于数座地球上的类似物，包括德国的里斯撞击结构-此类陨坑最初的概念模型就是以它所建立。研究人员对此类陨坑很感兴趣，因为其喷出物覆盖层保存得相对较好，但也经历了充分的侵蚀，已暴露出顶层喷出物下的地层。